# Gouvernement Cavour III
Royaume de Sardaigne
La Marmora Cavour IV
Le gouvernement Cavour III (Governo Cavour III, en italien) est le gouvernement du royaume de Sardaigne entre le 21 janvier 1860 et le 23 mars 1861, durant la VIIe législature.

## Historique

### Président du conseil des ministres
Camillo Cavour